# Lophopilumnus cristipes
Lophopilumnus cristipes is een krabbensoort uit de familie van de Pilumnidae. De wetenschappelijke naam van de soort is voor het eerst geldig gepubliceerd in 1900 door Calman.